# Friggeråkers kyrka

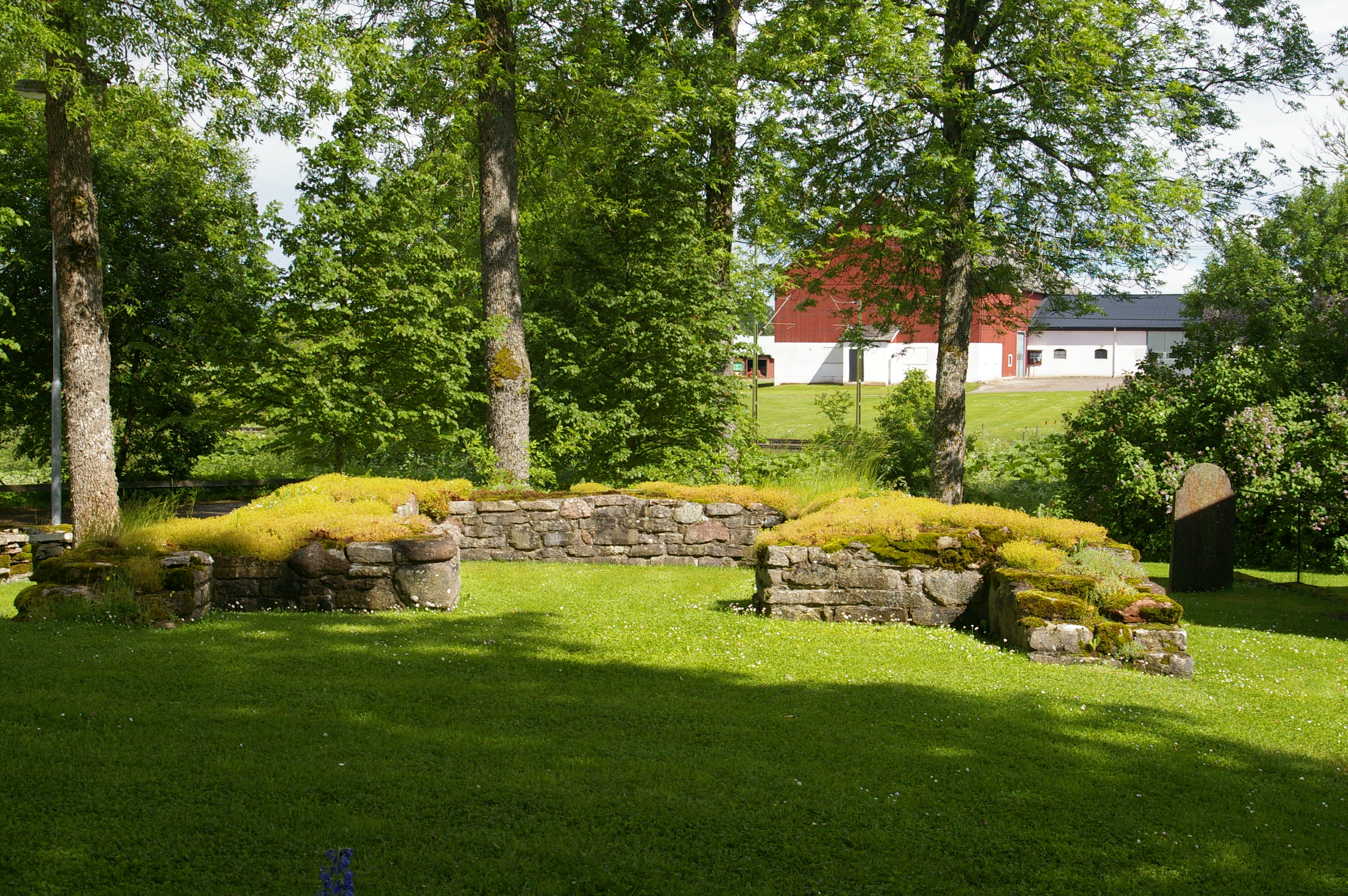
Ruinen av den medeltida kyrkan.

Friggeråkers kyrka är en kyrkobyggnad som sedan 2010 tillhör Mössebergs församling (tidigare Friggeråkers församling) i Skara stift. Den ligger strax norr om centralorten i Falköpings kommun.

## Historia
Intill den moderna kyrkobyggnaden finns ruinen efter en medeltida stenkyrka från 1100-talet. Enligt den äldre västgötalagen utstakades platsen av den helige Sigfrid på 1000-talet. Den allra första kyrkan var troligtvis en stavkyrka men under 1100-talet eller början av 1200-talet byggdes en kyrka i sten. Kyrkan brann ned år 1566 och återuppbyggdes men revs år 1871.

## Kyrkobyggnaden
Kyrkan, som är ritad av arkitekten Rolf Bergh, uppfördes 1955 i grå kalksten med tak av svart skiffer. Kyrkorummet har vitputsade väggar, medan altarväggen och enkelvalvet, som spänner över hela rummet, är uppförda med gulrött fasadtegel.  

## Inventarier
- Altarskåpet från 1700-talet kommer från den äldre kyrkan.
- Dopfunten i kalksten är utförd av Ottravadsmästaren i formen av en sjubladig blomma med en silverskål föreställande de sju paradisfloderna.
- Silverkronan över dopfunten är en symbol för treenigheten som hänger från himlastegen.
- Konstsmidet på kyrkportarna framställer hednatemplet i brand, sankt Sigfrids mission, det gamla kyrkobygget samt bygden och den nya kyrkan.